# Anton von Babarczy

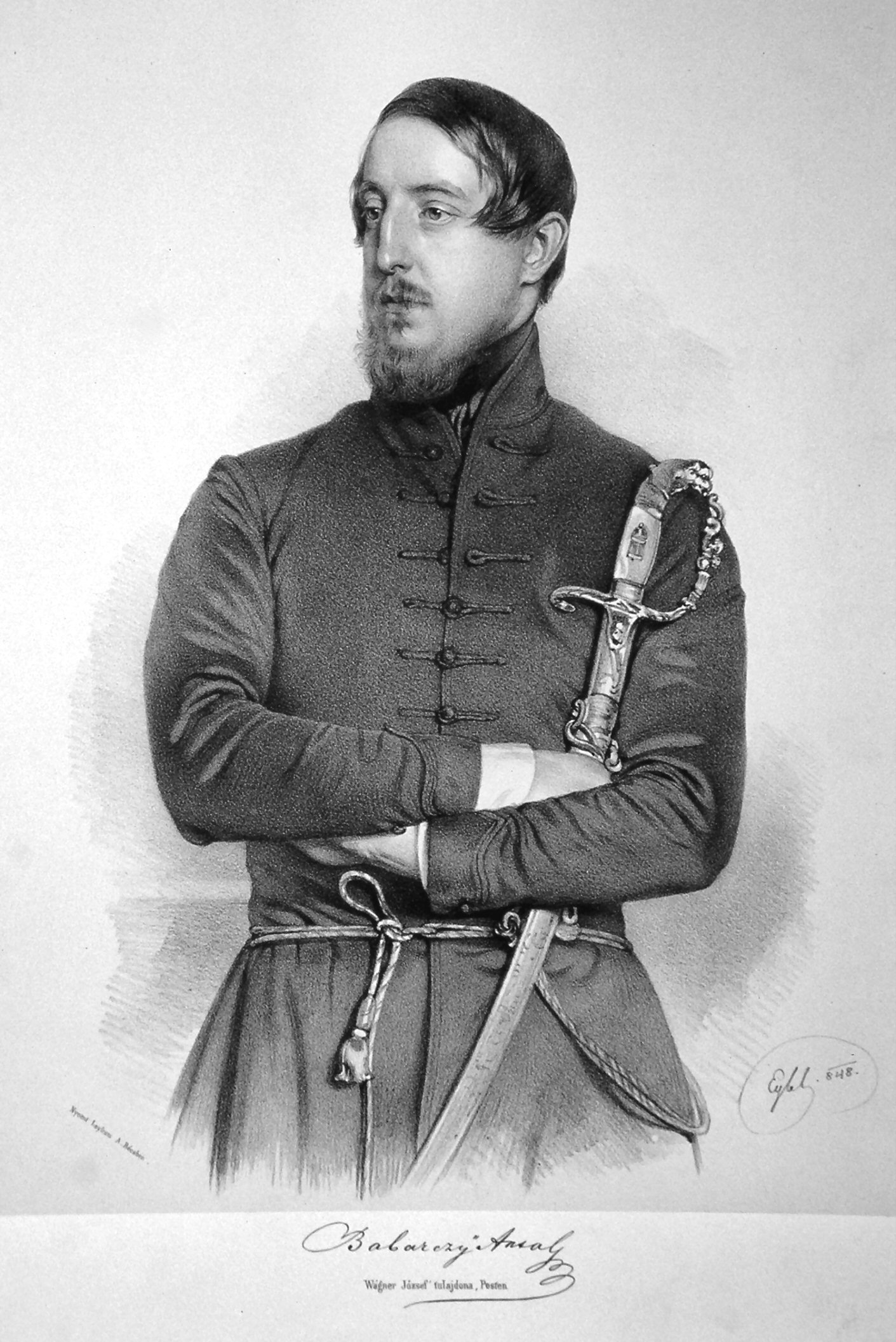
Anton von Babarczy Lithografie von Franz Eybl von 1848

Anton Babarczy, seit dem 30. November 1855 Freiherr Anton von Babarczy, auch Antal Babarczy (* 12. Februar 1813 in Ofen; † 13. Juni 1881), war ein Jurist und Politiker ungarischer Abstammung.

## Leben
Anton von Babarczy war der Sohn des Politikers und Dramatikers Imre Istvan Babarczy (* 5. November 1774 in Szegedin; † 13. November 1840) und dessen Ehefrau Teréz Finta; er hatte noch drei Geschwister, zu diesen gehörte unter anderem sein Bruder Emmerich von Babarczy, Feldmarschallleutnant und Schriftsteller. 
Anton von Babarczy studierte in Szegedin und Pest und wurde darauf 1832 als Komitats-Notar von Tschongrad im Staatsdienst tätig; 1840 wurde er dort Sekretär der königlichen Statthalterei und 1847 Supernumerar-Rat, bevor er Regierungskommissär in Szegedin wurde. Das Komitat von Tschongrad delegierte ihn als Abgeordneten auf den letzten Landtag, bei dem Gábor Klauzál gestürzt wurde.
Als Mitglied der konservativen Partei trat er, gemeinsam mit Pál Somssich, als Führer und Sprecher der Regierungspartei für die Aristokratie ein und war damit in Opposition unter anderem zu Lajos Kossuth und Moriz von Szent-Királyi (* 1807), bis es im März 1848 zum Ausbruch der Ungarischen Revolution kam. Nachdem er eingesehen hatte, dass er seine Ideen nicht durchsetzen konnte, fügte er sich in die neue Ordnung ein und wurde Mitglied der Gesandtschaft, die sich in Wien für ein unabhängiges, ungarisches Ministerium einsetzte. 
Während der Zeit der ungarischen Revolutions-Regierung lebte er dann zurückgezogen und trat erst wieder öffentlich in Erscheinung als Fürst Alfred I. zu Windisch-Graetz 1849 in Pest einzog.
Er schloss sich, als Lajos Kossuth sich an die Spitze der Rebellion stellte, der kaiserlichen Armee an und war dort als Oberverpflegungskommissar für das Königreich Ungarn tätig.
Später wurde er zum Hofrat und Präsidenten des Oedenburger Urbarial-Gerichts ernannt und bei der Reorganisation des Landes Oberzivilkommissar.
Er war Mitglied der ungarischen Nationalversammlung vom 10. Januar 1866 bis zum 14. April 1866.

## Ehrungen und Auszeichnungen
Anton von Babarczy war Ritter des K.u. Sankt-Stephans-Ordens.